# Cirrhilabrus claire
Cirrhilabrus claire Randall & Pyle, 2001 è un pesce d'acqua salata appartenente alla famiglia Labridae.

## Habitat e Distribuzione
Ha un areale abbastanza ristretto: proviene soltanto dalle barriere coralline delle Isole Cook, nell'oceano Pacifico. Nuota nelle zone con corrente intensa tra i 55 e i 100 m di profondità.

## Descrizione
Presenta un corpo compresso lateralmente, non alto ma abbastanza allungato, con il profilo della testa non particolarmente appuntito e gli occhi grandi. Non supera gli 8,4 cm.
La livrea è prevalentemente rosata-violacea, e non cambia particolarmente nel corso della vita del pesce. Gli esemplari maschili hanno la testa gialla e il corpo violaceo; queste due zone sono separate da una linea viola più intensa. Le pinne pelviche sono scure e allungate, la pinna caudale ha il margine arrotondato ed è gialla e nera.

## Riproduzione
È oviparo e la fecondazione è esterna. Non ci sono cure verso le uova.

## Conservazione
Questa specie è stata classificata come "a rischio minimo" (LC) dalla lista rossa IUCN perché non è minacciata da particolari pericoli a parte la molto saltuaria cattura per l'acquariofilia.